# Bailly-le-Franc
Bailly-le-Franc é uma comuna francesa na região administrativa de Grande Leste, no departamento de Aube. Estende-se por uma área de 6 km². Em 2010 a comuna tinha 36 habitantes (densidade: 6 hab./km²).